# シトロンの雨
『シトロンの雨』（シトロンのあめ）は、田村ゆかりの8枚目のオリジナルアルバム。2010年9月8日にキングレコードから発売された。

## 解説
シングル曲「You & Me」、「My wish My love」、「おしえて A to Z」、を含む全15曲収録のオリジナルアルバム。通常盤と初回盤の2種類がリリースされ、後者にはシングル曲3曲と、「LOVE ME NOW!」のPV、田村がフランスを散策する「Paris de Yukarin」を収録したDVDが同梱されたスペシャルパッケージ仕様となっており、前作同様ジャケットデザインはそれぞれ異なっている。
田村ゆかりのオリジナルアルバムとしては、2003年にリリースされた『蒼空に揺れる蜜月の小舟。』以来となるシングルのカップリング曲が収録された。本作を引っ提げたライブツアー『LOVE♡LIVE 2010 *STARRY☆CANDY☆STRIPE*』が同年9月より行われた。なお、9月6日から9月12日にかけて秋葉原などでアドトレーラーが運行された。

## 収録曲
1. Heavenly Stars [3:54] 
作詞：ふじのマナミ、作曲・編曲：太田雅友
  - TBS『カード学園 全国制覇編』オープニングテーマ
2. Gratitude [4:23] 
作詞：松井五郎、作曲・編曲：太田雅友
  - 文化放送系ラジオ『田村ゆかりのいたずら黒うさぎ』オープニングテーマ（2010年8月 - 2011年11月）
  - Oh!sama TV『喫茶 黒うさぎ〜秘密の小部屋〜』オープニングテーマ（#161 - #221）
3. 神様Rescue me!! [4:55] 
作詞：松井五郎、作曲・編曲：小松一也
4. ラブラブベイビーハッピースター [4:02] 
作詞：羽月美久、作曲・編曲：小松一也
5. You & Me [4:02] 
歌：田村ゆかり feat. motsu from m.o.v.e
作詞：羽月美久、Rap Lyrics：motsu、作曲・編曲：小松一也
  - TBS『カード学園』オープニングテーマ（2009年10月 - 最終回）
6. Love Sick [4:05] 
歌：田村ゆかり feat. motsu from m.o.v.e
作詞：松井五郎、Rap Lyrics：motsu、作曲・編曲：太田雅友
7. Tiny Rainbow [4:07] 
作詞：椎名可憐、作曲・編曲：太田雅友
  - PSPゲーム『魔法少女リリカルなのはA's PORTABLE -THE BATTLE OF ACES-』エンディングテーマ
  - 文化放送系ラジオ『田村ゆかりのいたずら黒うさぎ』エンディングテーマ（2009年12月 - 2010年4月）
8. 砂落ちる水の宮殿 [4:29]
作詞：畑亜貴、作曲・編曲：渡辺和紀
9. 神聖炉 [3:40]
作詞：畑亜貴、作曲・編曲：太田雅友
10. レゾンデートルの鍵 [5:42]
作詞：松井五郎、作曲・編曲：太田雅友
  - Oh!sama TV『喫茶 黒うさぎ〜秘密の小部屋〜』エンディングテーマ（#161 -）
11. My wish My love [5:21]
作詞：椎名可憐、作曲・編曲：太田雅友
  - 劇場版『魔法少女リリカルなのは The MOVIE 1st』エンディングテーマ
12. おしえて A to Z [4:02]
作詞：ふじのマナミ、作曲・編曲：太田雅友
  - テレビアニメ『B型H系』オープニングテーマ
13. 恋におちたペインター [4:17]
作詞：松井五郎、作曲・編曲：太田雅友
  - 文化放送系ラジオ『田村ゆかりのいたずら黒うさぎ』エンディングテーマ（2010年8月 -2010年12月）
14. Goody & Happy [4:19]
作詞：松井五郎、作曲・編曲：太田雅友
15. LOVE ME NOW! [3:44]
作詞：ふじのマナミ、作曲・編曲：太田雅友
  - 日本テレビ『ハッピーMusic』POWER PLAY